# Observatorio Astrofísico de Asiago

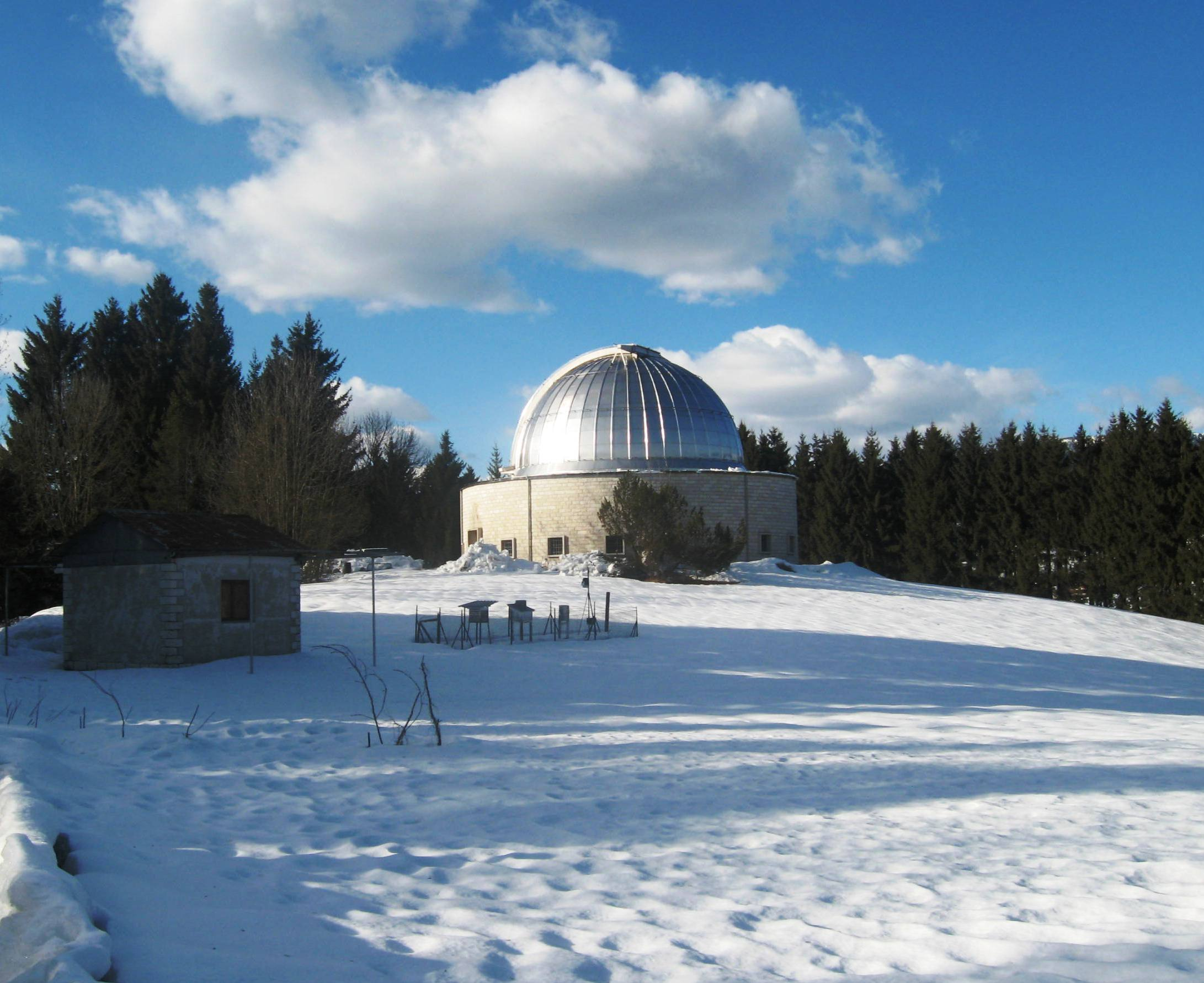
Cúpula del observatorio

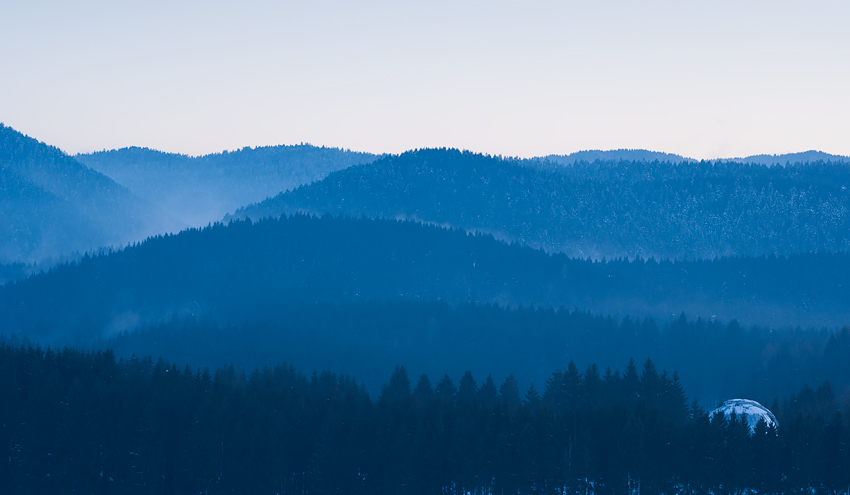
La cúpula destacando sobre el bosque

El Observatorio Astrofísico de Asiago (nombre original en italiano: Osservatorio Astrofisico di Asiago), también conocido simplemente como Observatorio de Asiago, se encuentra en la meseta de Asiago, a 90 kilómetros al noroeste de Padua, cerca de la ciudad de Asiago (Italia). Es propiedad y está operado por la Universidad de Padua. Fundado en 1942, su instrumento principal es el telescopio Galilei de 1.22 metros, actualmente utilizado solo para espectrometría. Su código UAI es el 043.
Junto al observatorio se construyó un modelo a escala 1:1 del espejo primario del Telescopio Extremadamente Grande.

## Historia
Fundado en 1942, la estructura fue diseñada por el arquitecto Daniele Calabi en los años treinta del siglo XX, en un estilo muy particular.
Desde 2001, los instrumentos se utilizan también con fines educativos y de orientación universitaria, y sirven como banco de pruebas para tecnologías ópticas avanzadas necesarias para la operación de futuros telescopios ópticos de 50-100 m de diámetro.
A pesar de sus años, este observatorio sigue siendo un centro científico muy importante y ampliamente utilizado, tanto por la cantidad y la calidad de los datos producidos, como por su función didáctica e informativa.

## Características
El observatorio dispone de dos cúpulas distintas: la primera aloja el telescopio Galileo de 122 cm, mientras que la segunda aloja un telescopio Schmidt de 50 cm, en desuso. La estructura principal también alberga el museo de instrumentos científicos.
El telescopio Galileo ha sido recientemente objeto de una reestructuración significativa, modernizando todo su sistema óptico para aumentar su rendimiento y facilidad de uso. Las intervenciones principales se centraron en el pulido y la luminosidad del espejo primario, la mejora del control remoto del telescopio y de la cúpula, y la sustitución del espejo secundario. Esta última intervención cambió la configuración del telescopio Cassegrain f/16 con una longitud focal de 19.130 mm, a f/10 con una distancia focal reducida a 12.000 mm.
Actualmente, el telescopio Galileo se usa exclusivamente como espectrógrafo, ya que no está equipado con cámaras adecuadas para actividades de toma de imágenes.

## Estación de Observación de la Cima Ekar
La cercana Estación de la Cima Ekar (en italiano: Stazione osservativa di Asiago Cima Ekar) se encuentra a aproximadamente 3.8 kilómetros al sureste, en el Monte Ekar. Tiene el código de observatorio 098, y también participa en el Asiago-DLR Asteroid Survey, un destacado programa internacional dedicado a la búsqueda y seguimiento de asteroides y cometas, con especial énfasis en los objetos próximos a la Tierra.

## Astrónomos destacados
Entre los astrónomos destacados que han trabajado en Asiago, puede citarse a:
- Maura Tombelli
- Ulisse Munari
- Roberto Barbon